# Patinatge de velocitat sobre gel

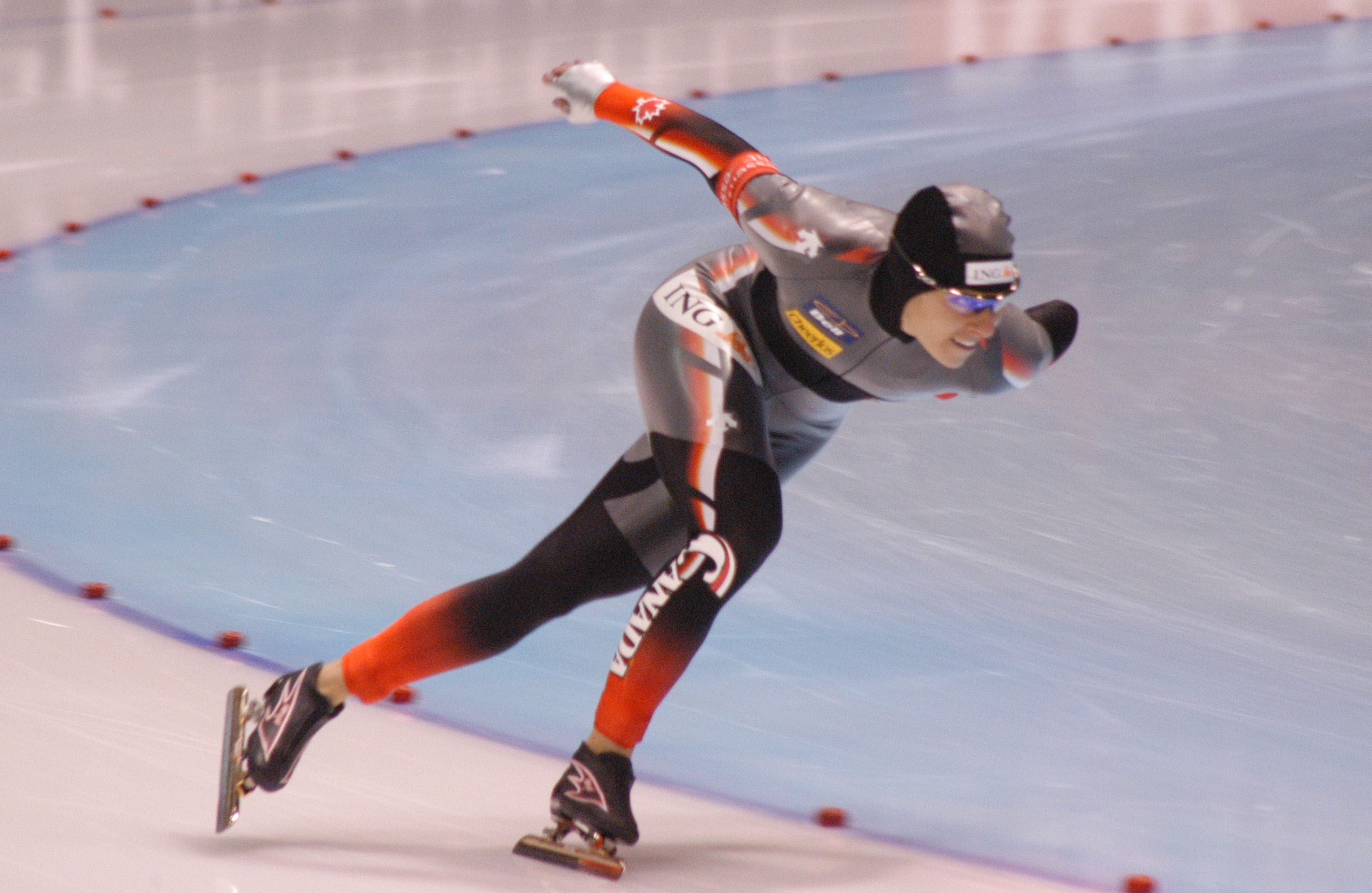
Patinador de patinatge de velocitat.

El patinatge de velocitat sobre gel és una forma competitiva de patinatge sobre gel en què els competidors participen en una cursa d'una certa distància amb patins. Els tipus de patinatge de velocitat són el patinatge de velocitat en pista llarga, el patinatge de velocitat en pista curta i el patinatge de velocitat de marató. Als Jocs Olímpics, el patinatge de velocitat en pista llarga es coneix normalment com a "patinatge de velocitat", mentre que el patinatge de velocitat en pista curta es coneix com a "pista curta". Com a esport olímpic d'hivern consisteix en curses sobre diverses distàncies en una pista de gel de forma ovalada.
El 1892 es va fundar una federació internacional, la primera de qualsevol esport d'hivern. L'esport gaudeix d'una gran popularitat als Països Baixos, Noruega i Corea del Sud. Hi ha pistes internacionals de primer nivell en diversos altres països, com ara Canadà, Estats Units, Alemanya, Itàlia, Japó, Rússia, Kazakhstan, Xina, Bielorússia i Polònia. Es celebra un circuit de la Copa del Món amb esdeveniments en aquests països més dos esdeveniments a la pista de gel Thialf a Heerenveen, Països Baixos.

## Orígens
Els orígens del patinatge de velocitat es remunten a més d'un mil·lenni al nord d'Europa, especialment a Escandinàvia i als Països Baixos, on els nadius van afegir ossos a les seves sabates i els van utilitzar per viatjar per rius, canals i llacs gelats. El patinatge sobre gel sempre ha estat una activitat de diversió i esport i no una qüestió de transport i viatge. Per exemple, els hiverns als Països Baixos mai han estat prou estables i freds per a convertir el patinatge sobre gel en una manera habitual de viatjar o un mitjà de transport. Això ja va ser descrit l'any 1194 per William Fitzstephen, que va descriure l'activitat esportiva a Londres. Més tard, a Noruega, el rei Eystein Magnusson, més tard el rei Eystein I de Noruega, presumeix de les seves habilitats córrer sobre patins d'os, que anomena cames de gel.
Tanmateix, el patinatge i el patinatge de velocitat no es limitaven als Països Baixos i Escandinàvia; el 1592, un escocès va dissenyar un patí amb una fulla de ferro. Van ser els patins de fulla de ferro els que van provocar la difusió del patinatge i, en particular, el de velocitat. El 1642, va néixer el primer club de patinatge conegut, The Skating Club of Edinburgh, i, el 1763, es va celebrar la primera cursa de patinatge de velocitat coneguda amb tot detall des de Wisbech fins a Whittlesey a la regió de Fens a Anglaterra on es competia per un premi de 20 guinees, que va guanyar John Lamb de Wisbech. Mentre es trobava als Països Baixos, la gent va començar a recórrer les vies fluvials que connectaven les 11 ciutats de Frisia, un repte que finalment va portar a l'Elfstedentocht.
La primera competició de patinatge de velocitat per a dones coneguda va ser a Heerenveen, Països Baixos, de l'1 al 2 de febrer de 1805. El concurs va ser guanyat per Trijntje Pieters Westra.
A mitjans del segle XIX, els nord-americans havien descobert l'amor per l'esport, i més tard es va desenvolupar la fulla d'acer. L'any 1850 E.W. Bushnell de Filadèlfia fou el primer a construir el patí d'acer, molt més lleuger i resistent. A Noruega el patinatge de velocitat també es va fer popular, ja que hi va haver un gran interès en la cursa de patinatge de velocitat de 1885 a Frognerkilen entre Axel Paulsen i Renke van der Zee. Els Països Baixos van tornar a destacar l'any 1889 amb l'organització dels primers campionats del món. La ISU (Unió Internacional de Patinatge) també va néixer als Països Baixos el 1892. A principis del segle xx, el patinatge i el patinatge de velocitat s'havien convertit en una activitat esportiva popular important.

### Primeres normatives
Les curses organitzades sobre patins de gel es van desenvolupar al segle XIX. Els clubs noruecs van acollir competicions des de 1863, amb curses a Christiania que van atraure multituds de cinc dígits. El 1884, el noruec Axel Paulsen va ser nomenat campió del món de patinador amateur després de guanyar competicions als Estats Units. Cinc anys més tard, un club esportiu d'Amsterdam va celebrar un esdeveniment de patinatge sobre gel que va convocar un campionat del món, amb participants de Rússia, els Estats Units i el Regne Unit, així com el país amfitrió. L'Internationale Eislauf Vereinigung, ara coneguda com la Unió Internacional de Patinatge, va ser fundada en una reunió de 15 representants nacionals a Scheveningen el 1892, la primera federació internacional d'esports d'hivern. La Nederlandse Schaatsrijderbond va ser fundada el 1882 i va organitzar els campionats mundials de 1890 i 1891. Les competicions es van celebrar al voltant de pistes de diferents longituds. La cursa de 1885 entre Axel Paulsen i Remke van der Zee es va patinar en una pista de 6/7 milles (1400 metres), però la pista de 400 metres va ser estandarditzada per l'ISU el 1892, juntament amb les distàncies estàndard per als campionats del món, 500 m, 1500 m, 5000 mi 10.000 m. Els patinadors van començar en parelles, cadascun al seu propi carril, i van canviar de carril a cada volta per assegurar-se que cada patinador completés la mateixa distància. Això és el que ara es coneix com a patinatge de velocitat en pista llarga. Les competicions eren exclusivament per a patinadors aficionats, cosa que s'imposava. Peter Sinnerud va ser desqualificat per professionalitat el 1904 i va perdre el seu títol mundial.
Els rècords mundials de llarga pista es van registrar per primera vegada en distàncies imperials i des de 1880 en distàncies mètriques. Aquests últims van millorar ràpidament des de la seva adopció com a distàncies estàndard per part de l'ISU, amb Jaap Eden rebaixant el rècord mundial de 5.000 metres en mig minut durant el Campionat d'Europa de Hamar el 1894. No obstant això, el rècord es va mantenir durant 17 anys, i va trigar més de 50 anys a reduir-lo mig minut més.

### Elfstedentocht
L'Elfstedentocht es va organitzar com a competició l'any 1909 i s'ha celebrat a intervals irregulars, depenent de si el gel de la pista es considera prou bo. Més tard es van desenvolupar altres curses a l'aire lliure, i Frisia al nord dels Països Baixos va acollir una cursa l'any 1917, però les condicions naturals del gel holandeses poques vegades han estat favorables al patinatge. L'Elfstedentocht s'ha celebrat 15 vegades en els gairebé 100 anys des de 1909 i, abans que el gel artificial estigués disponible el 1962, s'havien celebrat campionats nacionals en 25 ocasions, entre 1887, quan es va celebrar el primer campionat a Slikkerveer, i 1961. Des que el gel artificial es va fer comú als Països Baixos, els patinadors de velocitat holandesos s'han situat entre els millors del món en patinatge sobre gel en pista llarga i en patinatge de marató. Una altra solució per poder patinar maratons sobre gel naturalva ser l'Elfstedentocht alternatiu. Les curses Alternative Elfstedentocht participen a altres països, com Àustria, Finlàndia o Canadà, i tots els millors patinadors de marató, així com milers de patinadors recreatius, viatgen des dels Països Baixos fins al lloc on se celebra la cursa. Segons el periodista de l'NRC Handelsblad Jaap Bloembergen, el país "fa un aspecte de carnaval" durant els campionats internacionals de patinatge.

### Jocs Olímpics
Al Congrés Olímpic de 1914, els delegats van acordar incloure el patinatge de velocitat sobre gel als Jocs Olímpics de 1916, després que el patinatge artístic hagués aparegut als Jocs Olímpics de 1908. No obstant això, la Primera Guerra Mundial va posar fi als plans de la competició olímpica, i no va ser fins als Jocs Olímpics de Chamonix 1924 que va rebre retroactivament l'estatus olímpic, que el patinatge de velocitat sobre gel va arribar al programa olímpic. Els problemes de cronometratge del 500 van ser un problema dins de l'esport fins que van arribar els rellotges electrònics als anys 60; durant la cursa olímpica de 500 metres de 1936, es va suggerir que el temps de 500 metres d'Ivar Ballangrud era gairebé un segon massa bo. Finlàndia va guanyar les quatre medalles d'or restants als Jocs de 1924, amb Clas Thunberg guanyant 1.500 metres, 5.000 metres i allround. Va ser la primera i única vegada que s'ha atorgat una medalla d'or olímpica integral en patinatge de velocitat. El patinatge de velocitat també és un esport als Jocs Olímpics del segle XXI.
Els patinadors noruecs i finlandesos van guanyar totes les medalles d'or als campionats mundials d'entreguerres, amb letons i austríacs apareixent al podi als campionats europeus. No obstant això, les curses nord-americanes es feien generalment a l'estil de paquets, similars a les curses de marató als Països Baixos, però les curses olímpiques s'havien de celebrar en les quatre distàncies aprovades per la ISU. L'ISU va aprovar que el patinatge de velocitat als Jocs Olímpics d'hivern de 1932 s'hauria de celebrar com a curses d'estil grup, i els nord-americans van guanyar les quatre medalles d'or. Canadà va guanyar cinc medalles, totes plata i bronze, mentre que el campió del món defensor Clas Thunberg es va quedar a casa, protestant contra aquesta modalitat de cursa. Als Campionats del Món celebrats immediatament després dels jocs, sense els campions nord-americans, els corredors noruecs van guanyar les quatre distàncies i van ocupar els tres primers llocs de la classificació general.
Els líders de patinatge noruecs, suecs, finlandesos i japonesos van protestar davant l'USOC, condemnant la manera de competir i expressant el desig que les curses de sortida massiva no es tornin a celebrar mai més als Jocs Olímpics. Tanmateix, l'ISU va adoptar la branca de patinatge de velocitat en pista curta, amb curses de sortida massiva en pistes més curtes, el 1967, va organitzar competicions internacionals a partir de 1976 i les va portar de nou als Jocs Olímpics el 1992.

## Proves
La proves es disputen en un circuit oval de 400 metres de longitud i els participants competeixen de dos en dos, contra el rellotge, cronometrant-se el temps que triga cadascun a recórrer la distància que es tracti. Quan tots els participants hagin finalitzat el seu recorregut guanya el qual ha fet el millor temps.
El procediment d'inici en el patinatge de velocitat en pista llarga consta de tres parts. En primer lloc, l'àrbitre diu als atletes que "Anar a la sortida". En segon lloc, l'àrbitre indica als atletes que es posin "preparats" i espera fins que els patinadors hagin deixat de moure's. Finalment, l'àrbitre espera una durada aleatòria entre 1 i 1,5 segons, i després dispara el tir inicial. Alguns argumenten que aquesta variabilitat de temps inherent podria perjudicar els atletes que comencen després de pauses més llargues, a causa de l'efecte d'alerta.
Una de les característiques de l'esport consisteix en el fet que en cada volta els dos participants han d'intercanviar-se els carrers pels que circulen, és a dir, el que circula pel carrer interior, posteriorment passa al carrer exterior i viceversa, de forma que ambdós acabin recorrent la mateixa distància. Els dos carrers estan separats per cons excepte al lloc on es produeix l'intercanvi. Durant l'intercanvi, els participants han de vigilar perquè no es produeixi cap xoc.

## Equipament
Patins de velocitat: Els patins de velocitat difereixen molt dels patins d'hoquei i dels patins artístics. A diferència dels patins d'hoquei i els patins artístics, els patins de velocitat es tallen al turmell i es construeixen més com una sabata que una bota per permetre una compressió més gran del turmell. Les pales oscil·len entre els 30 i els 45 cm de llargada segons l'edat i l'alçada del patinador. Les fulles de pista curta es fixen a la bota al taló i immediatament darrere de la bola del peu. Els patins de pista llarga, també anomenats patins clap, s'uneixen a una frontissa a la part davantera de la bota. El taló de la bota es desenganxa de la fulla a cada cop, mitjançant un mecanisme de molla situat al connector frontal. Això allarga la carrera del patinador mantenint la fulla sobre el gel durant més temps. Els patins de velocitat s'afilen manualment amb una plantilla per mantenir-los al seu lloc.
Pista curta: Tots els patinadors de pista curta han de portar patins de velocitat, vestit de pell d'elastà, casc protector, guants de patinatge específics a prova de talls, genolleres i canyelles (en vestit), protector de coll, i protecció de turmells. Les ulleres de protecció són obligatòries. Molts patinadors porten puntes llises de ceràmica o fibra de carboni al guant de la mà esquerra per reduir la fricció quan tenen la mà sobre el gel a les cantonades. Tots els patinadors que corren en l'àmbit nacional han de portar un vestit de kevlar a prova de tall per protegir-se dels talls de la fulla d'un altre patinador.
Pista llarga: Per als patinadors de pista llarga s'ha de fer servir el mateix equip que els corredors de pista curta, però amb l'excepció d'un casc, canyelles, genolleres i protector de coll que no són necessaris; juntament amb les seves fulles. Els patinadors de llarga pista patinen sobre el que s'anomenen "clap blades". Aquestes fulles tenen frontisses sota la bota cap a la part posterior. Es descriu amb més detall més amunt. Les ulleres de protecció no són obligatòries. El vestit tampoc ha de ser de kevlar. Els patinadors de pista llarga porten una caputxa integrada al vestit.
Afilat de patins: Per afilar els seus patins, els patinadors han de col·locar-los en un suport especial i moure pedres de diamant o altres pedres cap endavant i cap enrere. Les pedres de diamant tindran colors diferents, assignats segons el nivell d'erosió que causen a la fulla: el negre és el color de la pedra que més afecta les fulles, mentre que el daurat correspon a la que menys les afecta.

## Jocs Olímpics d'hivern
Als Jocs Olímpics d'Hivern es disputen 12 proves, 6 masculines i 6 femenines:
- Masculines: 500 metres, 1000 metres, 1500 metres, 5000 metres, 10000 metres i persecució per equips.
- Femenines: 500 metres, 1000 metres, 1500 metres, 3000 metres, 5000 metres i persecució per equips.

A les proves de 500 metres els participants han de realitzar dues curses, sumant-se els temps d'ambdues per a computar el total de la prova. A la resta de distàncies cada participant solament disputa una cursa. La prova de persecució per equips és de recent creació, disputant-se per primera vegada als Jocs Olímpics de Torí 2006. Se sembla molt a la persecució per equips del ciclisme en pista. Els equips són de tres patinadors que van rellevant-se i al final el temps de l'equip és el del tercer que entri en la meta.
En la història del patinatge de velocitat hi ha hagut grans estrelles que han guanyat moltes medalles i batut rècords. Podem citar el nord-americà Eric Heiden, que va guanyar cinc medalles d'or als Jocs Olímpics de Lake Placid 1980, el noruec Johan Olav-Koss, gran estrella als Jocs Olímpics de Lillehammer 1994, la nord-americana Bonnie Blair, dominadora a les proves curtes de Lillehammmer, o Lydia Skoblikova, que va guanyar quatre medalles d'or als Jocs Olímpics d'Innsbruck 1964.
A més del patinatge de velocitat sobre gel, existeixen les modalitats de patinatge: Patinatge de velocitat sobre pista curta (en anglès, short track), que també és esport olímpic, i el patinatge de velocitat sobre gel marató (en neerlandès, Marathonschaatsen).